# Branson West
Branson West är en ort i Stone County i Missouri. Vid 2020 års folkräkning hade Branson West 484 invånare.